# Largura espectral
Em telecomunicação, largura espectral é o intervalo de comprimento de onda sobre o qual a magnitude de componentes espectrais é igual ou maior que uma fração especificada da magnitude do componente com o valor máximo, em geral esta fração é 50%.
Em aplicações ópticas de comunicações, o método usual de especificação da largura espectral é a largura total no meio máximo. Essa é a mesma convenção usada em largura de banda, definida como a faixa de frequência em que a energia cai em menos da metade (no máximo + 3 dB).
O método FWHM pode ser difícil de aplicar quando o espectro tem uma forma complexa. Outro método de especificação de largura espectral é um caso especial de desvio quadrático médio onde a variável independente é o comprimento de onda, λ, e f (λ) é uma quantidade radiométrica adequada.
A "largura espectral relativa", Δλ / λ, é frequentemente usada onde Δλ é obtido de acordo com a nota 1, e λ é o comprimento de onda central.